# Reichshoffen
Reichshoffen település Franciaországban, Bas-Rhin megyében. Lakosainak száma 5407 fő (2022. január 1.). Reichshoffen Frœschwiller, Gumbrechtshoffen, Gundershoffen, Langensoultzbach, Niederbronn-les-Bains, Oberbronn és Windstein községekkel határos.

## Népesség
A település népessége az elmúlt években az alábbi módon változott:
| Lakosok száma | 5471 | 5397 | 5483 | 5396 | 5399 | 5402 | 5416 | 5416 | 5407 |
|               | 2013 | 2015 | 2016 | 2017 | 2018 | 2019 | 2020 | 2021 | 2022 |